# Меренков, Валерий Владимирович
Валерий Владимирович Меренков (род. 10 июня 1973) — российский дзюдоист, призёр чемпионатов России, серебряный призёр чемпионата мира среди военнослужащих 1994 года, многократный чемпион Европы и мира среди ветеранов, мастер спорта России международного класса. Его тренерами были Андрей Полянский, Николай Бутов и Николай Рощупкин. Магистрант спортивного факультета Елецкого государственного университета имени Бунина.

## Спортивные результаты
- Чемпионат России по дзюдо 1999 года — ;
- Чемпионат России по дзюдо 2001 года — ;